# ماك إيفانز
ماك إيفانز (بالإنجليزية: Mac Evans)‏ هو لاعب كريكت ولاعب كرة قدم أسترالي، ولد في 13 يناير 1884 في أديلايد في أستراليا، وتوفي في 12 مارس 1977 في برث في أستراليا. لعب مع فريق غرب أستراليا للكريكت ‏.

## وصلات خارجية
- ماك إيفانز على موقع إي آس بي آن كريك إنفو (الإنجليزية)